# Rapala rhodopis
Rapala rhodopis är en fjärilsart som beskrevs av De Niceville 1896. Rapala rhodopis ingår i släktet Rapala och familjen juvelvingar. IUCN kategoriserar arten globalt som livskraftig. Inga underarter finns listade.

## Bildgalleri

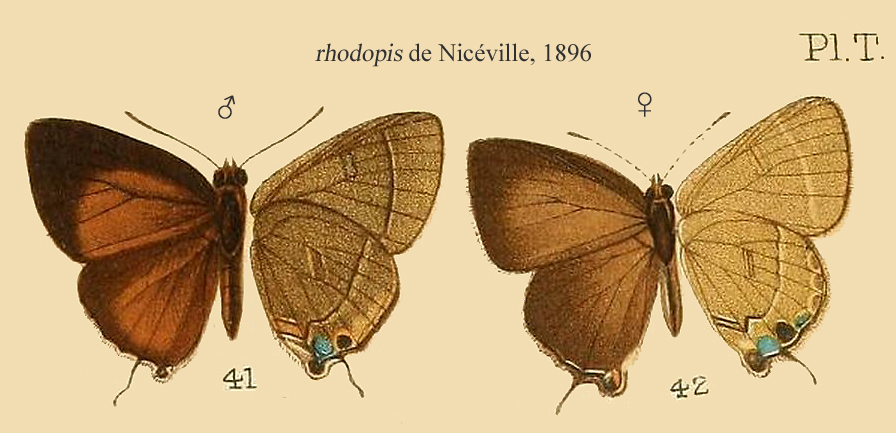